# 中国共产党第十九届中央委员会第二次全体会议
中国共产党第十九届中央委员会第二次全体会议（简称中共十九届二中全会）于2018年1月18日至19日在北京举行。2017年12月27日，中共中央总书记习近平主持中央政治局会议，决定2018年1月召开十九届二中全会。
主要议程是，讨论研究修改宪法部分内容的建议。中央政治局主持会议。全会审议通过了《中共中央关于修改宪法部分内容的建议》，全国人大常委会委员长张德江就《建议（草案）》向全会作了说明。习近平新时代中国特色社会主义思想和国家监察委员会预计将写入宪法。